# Chnebelburg
Die Chnebelburg, berndeutsch für Steckenburg oder Pfahlburg, auf dem Jäissberg bei Bellmund im Kanton Bern in der Schweiz war eine Burganlage aus Erde und Holz, die aus dem Hochmittelalter stammt.

## Beschreibung
Die Burganlage hatte eine ovale Form und umfasst eine Fläche von etwa 135 × 60 m. Sie war von einem Erdwall mit einer Palisade umgeben.
Schriftquellen zu der Burganlage gibt es keine, vieles deutet darauf hin, dass die Anlage schon im 13. Jahrhundert verschwunden war und nicht wie viele andere Burganlagen mit Stein erneuert wurde.
Die Chnebelburg ist im Schweizerischen Inventar der Kulturgüter von regionaler Bedeutung (B-Objekte) unter der KGS-Nr.: 00601 aufgeführt.